# Sohar

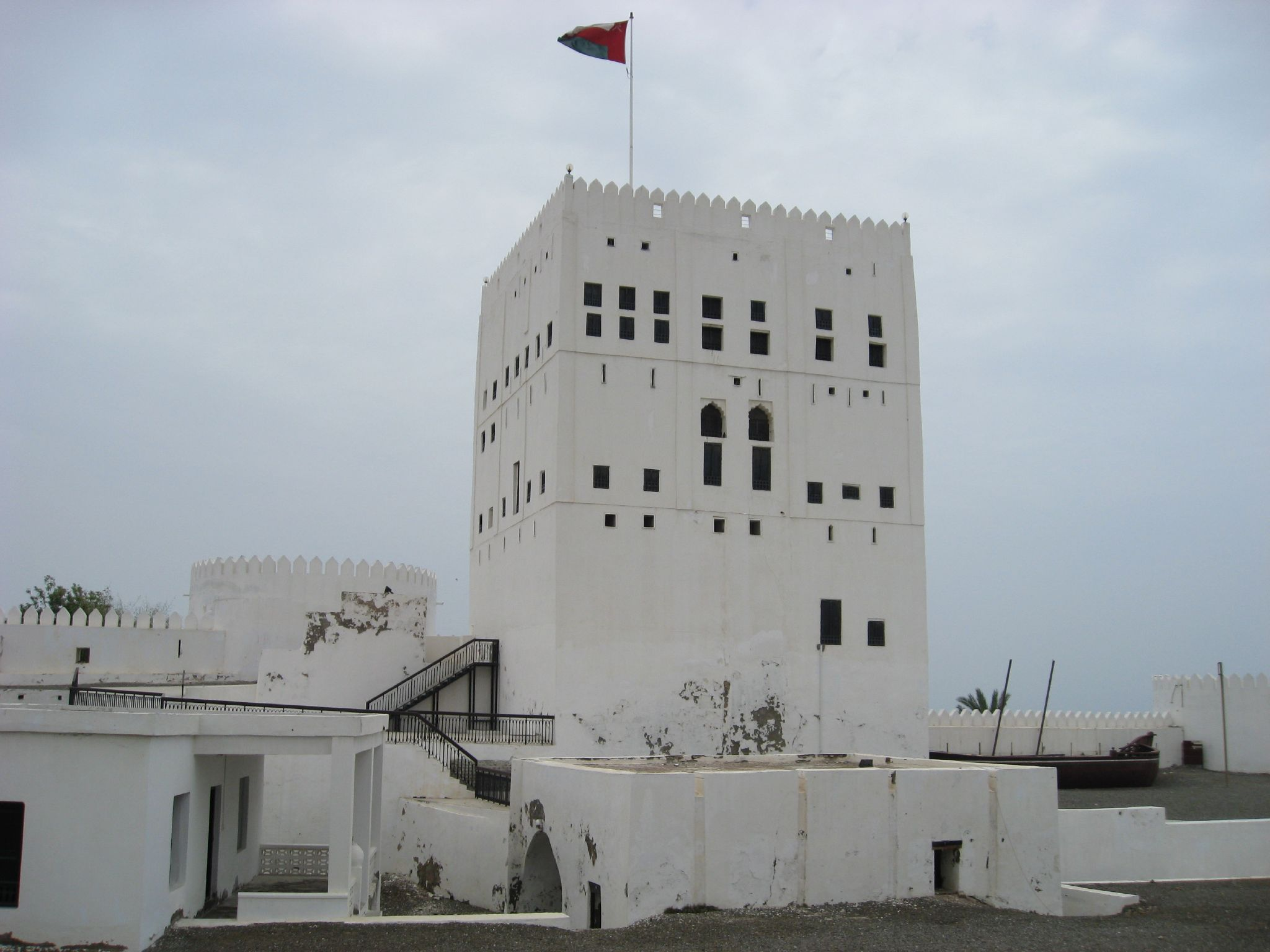
Fort Sohar

Sohar (Arabisch: صحار) is een stad in Oman en is de hoofdplaats van het gouvernement Al Batinah North. De stad ligt op 240 kilometer ten noordwesten van de hoofdstad Muscat en vormde eens zelf de hoofdstad van Oman.
Sohar telde 104.312 inwoners bij de volkstelling van 2003.

## Geschiedenis
Sohar heeft lange tijd een belangrijke rol gespeeld in de handel op zee. Zo zou er reeds rond 3000 v.Chr. koper en dioriet zijn verscheept van Magan (waarmee waarschijnlijk het huidige Oman wordt bedoeld) naar India en Mesopotamië. Onder Sassanidische heerschappij werd de stad meer gericht op de handel en vervolgens vormde het een van de belangrijkste handelscentra van de islamitische wereld. Tijdens de 9e eeuw reikte de zeehandel via India tot China en naar Oost-Afrika. Volgens sommigen zou het verhaal van Sinbad de zeeman ook afkomstig zijn uit Sohar. In 965 werd Sohar verwoest door de Perzische Buyiden, om zo de concurrentie voor Basra uit te schakelen. Later kwam de stad onder heerschappij van de Seltsjoeken en de Perzische heersers van Hormuz.
In 1507 stichtten de Portugezen er een kolonie. Begin 17e eeuw werden ze weer verjaagd door de Omaanse imam Nasir ibn Murschid, maar de grote dagen van de handel waren voorbij. Een van de redenen daarvoor was dat de lagunes die als haven hadden gediend waren verland.
De stad vormt traditioneel gezien een vissersplaats en heeft ook een eigen vissoek.

## Bezienswaardigheden
Ondanks de lange geschiedenis van de stad zijn er maar weinig bouwwerken uit het verleden bewaard gebleven. Bij Sohar ligt nog wel Fort Sohar, dat werd gebouwd in 179 AH (ca. 800 n. Chr.) en ligt op een kleine heuvel nabij de zee. De huidige vorm kreeg het rond de 15e eeuw. In de Portugese koloniale tijd werd het verder versterkt, wat imam Murschid niet ervan weerhield het op de Portugezen te veroveren. Vervolgens vormde het een aantal eeuwen de bestuurszetel van de heersende Al Busaid-dynastie. De heersers woonden in een rechthoekige toren in de binnenplaats. Het geheel was aangesloten op een uitgebreid falaj waternetwerk, deze is nog in gebruik en wordt gevoed met water uit de Wadi Jizzi.
In 1985 werd het fort gerestaureerd door de regering en in 1993 werd het opengesteld als museum voor het publiek. Rondom het witgekalkte fort ligt het oude stadsdeel.

## Haven van Sohar
Haven van Sohar ook bekend als Sohar Industrial Port. In 2002 werd een 50%-50% joint venture opgericht met het Sultanaat van Oman en Havenbedrijf Rotterdam als partners voor de aanleg van een grote nieuwe haven, van circa 20 km², ten noorden van de stad, met investeringen van rond de 12 miljard dollar. De haven wordt geleid door de Sohar Industrial Port Company (SIPC SAOC).
Onderdeel van de haven en het omringende industrieterrein van Sohar vormen onder andere een raffinaderij, een energiecentrale, een methaaninstallatie en een aluminiumsmelterij (Sohar Aluminium).
De haven van Sohar meldde over het jaar 2011 een goederenoverslag van 29 miljoen ton, dit was een ruimschootse verdubbeling in vergelijking tot 2010 toen 12 miljoen ton werd behandeld. Zowel de overslag van natte en droge bulk als van containers steeg. In 2009 heeft de haven voor het eerst meer dan duizend schepen ontvangen en in 2011 waren dit er bijna 1.500.

## Luchthaven in aanbouw
Op 10 kilometer ten noordwesten van Sohar wordt een nieuwe regionale luchthaven gebouwd. Er wordt een baan aangelegd van 4.000 meter lang en 60 meter breed. De opening wordt in 2014 verwacht en de luchthaven krijgt een capaciteit van 500.000 passagiers en 50.000 ton vracht op jaarbasis. De gekozen locatie ligt tussen de stad én de haven en de nieuw aan te leggen Speciale Economische Zone in.